# Escales de la Catedral de Tarragona
Les Escales de la Catedral de Tarragona és una obra de Tarragona protegida com a Bé Cultural d'Interès Local.

## Descripció
Les escales de la Catedral de Tarragona es coneixen també amb el nom de "Grasses de la Seu". Tenim testimonis escrits de la seva existència al segle xiv i sabem que es van construir amb els carreus de pedra que formaven el Pla de Sant Fructuós. El 1798 s'hi construeixen dues fonts que encara es conserven.